# Середній час за Гринвічем
| синій       | Західноєвропейський час (WET, GMT) (UTC+0) Західноєвропейський літній час (WEST, BST, IST) (UTC+1) |
| фіолетовий  | Західноєвропейський час (WET, GMT) (UTC+0)                                                         |
| червоний    | Центральноєвропейський час (CET) (UTC+1) Центральноєвропейський літній час (CEST) (UTC+2)          |
| жовтий      | Східноєвропейський час (EET) / Калінінградський час (UTC+2)                                        |
| буро-жовтий | Східноєвропейський час (EET) (UTC+2) Східноєвропейський літній час (EEST)(UTC+3)                   |
| зелений     | Далекосхідноєвропейський час (FET)/Московський час (MSK) (UTC+3)                                   |

Сере́дній час за Гри́нвічем (англ. Greenwich Mean Time, GMT) — середній сонячний час меридіану, що проходить через колишнє місце розташування Гринвіцької королівської обсерваторії (поблизу Лондона). Застосовувася до 1925 року, замінений шкалою всесвітнього часу (UT).
Час у GMT відлічували від середнього полудня.
Із 1 січня 1925 року було запроваджено всесвітній час, у якому відлік вівся від середньої півночі, тобто, всесвітній час на 12 годин більший GMT. Обидва вони слугували для відліку нульової години — час у решті часових поясів відмірювали від гринвіцького. Із 1961 року було запроваджено Всесвітній координований час (UTC).
Проте й зараз час у поясний час іноді записують у форматі:
- Wed, 22 Dec 2004 23:28:10 GMT+2
- Wed, 22 Dec 2004 14:28:10 GMT-7
- Thu, 23 Dec 2004 00:28:10 GMT+3

Тобто, коли в Гринвіцькому часовому поясі (наприклад на Острові Святої Єлени) середа, 22 грудня 2004 року, 21:28:10, то це означає, що в часовому поясі на дві години на схід від Гринвіча (наприклад у Києві) — 23:28:10, у часовому поясі GMT-7 — 14:28:10, а в Москві (MSK, GMT+3) — вже четвер, 23 грудня 2004 року, 00:28:10.